# Püspökszilágy
Püspökszilágy è un comune dell'Ungheria di 718 abitanti (dati 2001) situato nella contea di Pest, nell'Ungheria settentrionale.